# Kristi Zea
Kristi Zea (Nova Iorque, 24 de outubro de 1948) é uma diretora de arte norte-americana. Como reconhecimento, foi nomeada ao Oscar 2009 na categoria de Melhor Direção de Arte por Revolutionary Road.